# Yes, Virginia (cortometraje)
Yes, Virginia es un cortometraje de animación para la televisión del año 2009, dirigida por Pete Circuitt y con las voces de actores como Neil Patrick Harris, Beatrice Miller, Jennifer Love Hewitt, Alfred Molina y Michael Buscemi.

## Argumento
En la ciudad de Nueva York en el año 1897, Virginia O'Hanlon, de ocho años de edad, siempre ha amado la Navidad. Hasta que sus compañeros de clase plantean la vieja pregunta: "Existe Papá Noel?". Sin saber que creer, Virginia se aventura en la ciudad para investigarlo. En el camino habla con algunos personajes poco comunes: un desaliñado Santa, un bibliotecario con estantes llenos de libros sobre la Navidad y un extraño doctor. Al no encontrar las respuestas que buscaba, Virginia le escribe al periódico New York Sun. Su carte llega al escritorio del cascarrabias editor Francis Church, quien tiene mejores cosas para hacer antes de responder las preguntas de una niña. Pero gracias a la determinación de Virginia (y un poco de ayuda del desaliñado Santa), el Sr. Church es convencido para que escriba una respuesta, una respuesta que se convierte en la más famosa de todos los tiempos.

## Reparto
- Neil Patrick Harris - Dr. Philip O'Hanlon
- Beatrice Miller - Virginia O'Hanlon
- Jennifer Love Hewitt - Mrs. Laura O'Hanlon
- Alfred Molina - Francis Church
- Michael Buscemi - Scraggly Santa
- Kieran Patrick Campbell - Ollie
- Nicholas Sireci - Barry
- Andrew Cherry - George
- Taylor Hay - Taylor
- Julian Franco - Charlotte
- Andrea Kessler - Miriam
- Chuck Nice - Louis
- Robb Pruitt - Santa